# Eustomias decoratus
Eustomias decoratus är en fiskart som beskrevs av Gibbs, 1971. Eustomias decoratus ingår i släktet Eustomias och familjen Stomiidae. Inga underarter finns listade i Catalogue of Life.